# Réserve naturelle volontaire de Schweinfels
La réserve naturelle volontaire de Schweinfels   (RNR 43 ) est une ancienne réserve naturelle volontaire française créée en 1992 et ayant existé jusqu'en 2008. Elle était située à Lembach, dans le département du Bas-Rhin, au sein du parc naturel régional des Vosges du Nord et occupait une superficie de 11 hectares.

## Histoire du site et de la réserve
L'intérêt du site aboutit à un classement en RNV en 1992 pour une durée de six ans. La loi « démocratie de proximité » du 27 février 2002 transforme les RNV en réserves naturelles régionales (RNR), ce qui est le cas pour Schweinfels. 
Le décret d'application no 2005-491 du 18 mai 2005 précise dans son article 6 que « le classement en RNR court jusqu'à l'échéance de l'agrément qui avait été initialement accordé à la réserve volontaire ». Le classement en RNR a donc pris fin après six ans depuis le dernier agrément.
En 2008, le nouveau propriétaire de la forêt n'a pas souhaité que son terrain soit reclassé comme réserve naturelle régionale. La création d'un îlot de sénescence a été inscrit dans le plan simple de gestion de la forêt.

## Écologie (biodiversité, intérêt écopaysager…)
La RNV a été l'une des réserves forestières intégrales de la Réserve de biosphère transfrontière des Vosges du Nord-Pfälzerwald.
Le paysage est marqué par un fort relief qui confère au site des caractéristiques « alpines ».
A l'extrémité du massif du Mohnenberg, le promontoire de Schweinfels culmine à 512 m et domine les vallées de Steinbach, au Nord, et du Soultzthal, au Sud. Il a servi d'observatoire pendant les deux guerres mondiales comme en témoigne encore les murets de pierre sèche à la base du promontoire marquant d'anciens abris sous roche.
La forêt est parsemée de blocs de grès rose.

### Flore
La forêt de Schweinfelds, dans le massif forestier de Gallenwald, est composée de pins sylvestres, de chênes et de hêtres.
On y trouve en sous-bois de la callune, de la myrtille, des fougères, etc.

## Administration, plan de gestion, règlement..
L’administration et la gestion de la réserve sont placés sous la responsabilité du 
SYCOPARC Vosges du Nord 

(BP 24 67290  La petite Pierre)

### Outils et statut juridique
Arrêté de création : 14/08/1992

## Intérêt touristique
Panorama sommital.